# Kola-slægten
Kola-slægten (Cola), som står tæt på den sydamerikanske slægt Kakao-slægten (Theobroma), er udbredt i det tropiske Afrika med ca. 125 arter. Arterne er stedsegrønne træer med blanke, ovale blade. Her omtales kun de arter, som har økonomisk betydning i Danmark.
| Arter |

- Abatakola (Cola acuminata)
- Ægte kola (Cola nitida)